# Neohaematopinus spilosomae
Neohaematopinus spilosomae är en insektsart som beskrevs av Stojanovich och H. Douglas Pratt 1961. Neohaematopinus spilosomae ingår i släktet Neohaematopinus och familjen ledlöss. Inga underarter finns listade i Catalogue of Life.